# كيفن هارينجتون
كيفن هارينجتون (بالإنجليزية: Kevin Harrington)‏ هو شخصية أعمال أمريكي، ولد في 1957 في سينسيناتي في الولايات المتحدة.

## وصلات خارجية
- الموقع الرسمي